# Faculdade de Medicina da Universidade Federal do Rio de Janeiro
A Faculdade de Medicina (FM) da Universidade Federal do Rio de Janeiro (UFRJ) ComC é uma das principais unidades acadêmicas desta universidade. Criada em 1808 pelo médico pernambucano Correia Picanço logo após a chegada do príncipe regente D. João ao país, foi o segundo curso de medicina do Brasil, instituído nove meses após a fundação da Faculdade de Medicina da Bahia. A FM-UFRJ é pioneira e referência nacional no ensino da Medicina. Ademais está envolvida na pesquisa e na extensão universitária. Situa-se no prédio do Centro de Ciências da Saúde (CCS), na Cidade Universitária, Rio de Janeiro.

## História

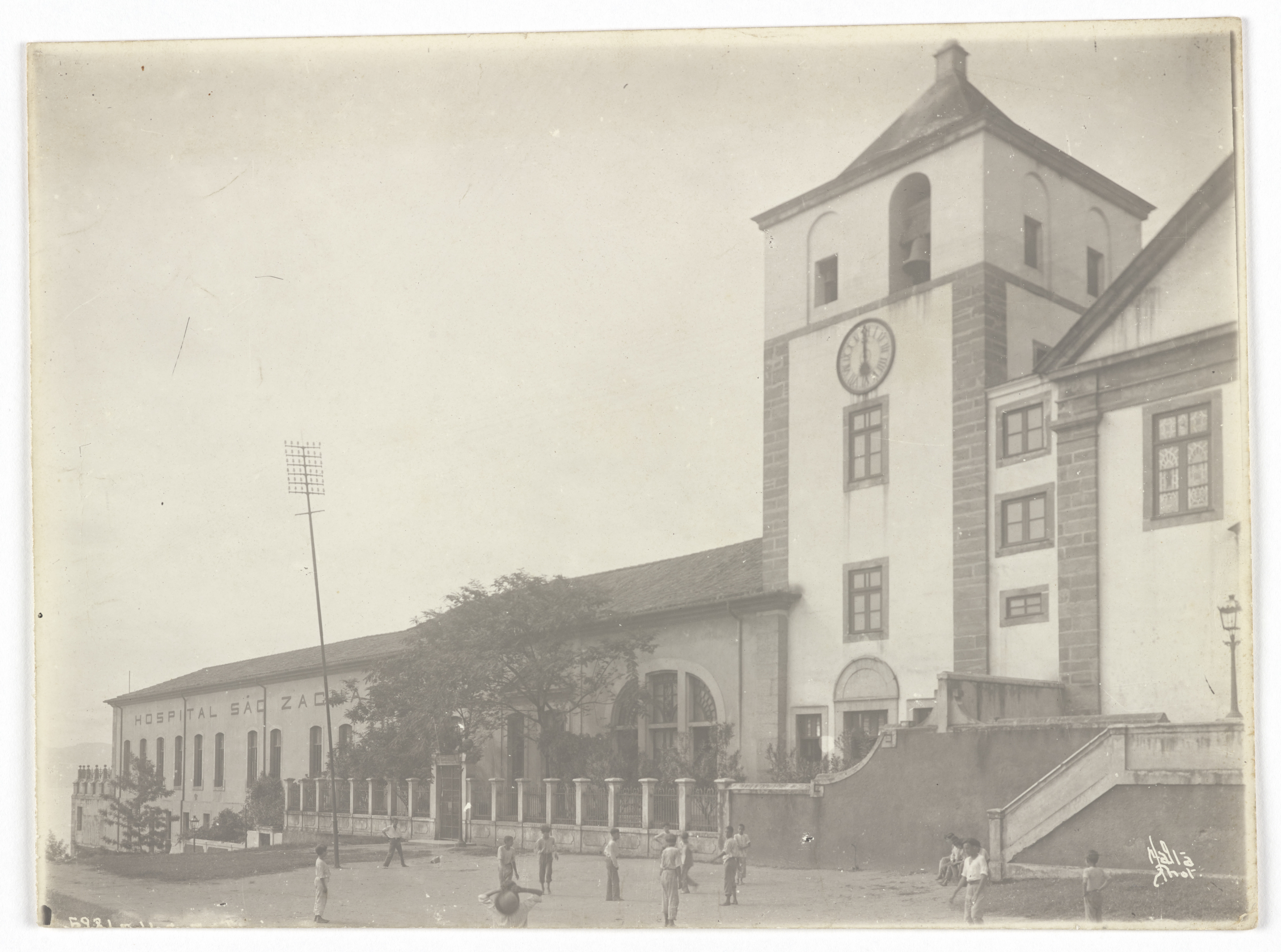
Igreja de Santo Inácio ou dos Jesuítas, no Morro do Castelo, ao lado do Hospital São Zacharias, antigo Colégio dos Jesuítas, onde a Faculdade de Medicina funcionou em seus primeiros anos. Fotografia de Augusto Malta, por volta de 1920. Acervo do Instituto Moreira Salles.

A história da Faculdade de Medicina remonta à Escola de Anatomia, Medicina e Cirurgia do Rio de Janeiro, fundada pelo médico pernambucano Correia Picanço através de carta régia de 5 de novembro de 1808 emitida pelo príncipe-regente D. João, pouco após a Transferência da corte portuguesa para o Brasil (1808-1821). Escola Anatômica, Cirúrgica e Médica do Rio de Janeiro .Entretanto, somente em 29 de setembro de 1826 foi autorizada pelo imperador Pedro I do Brasil a emitir diplomas e certificados para os médicos que faziam tal curso no Brasil, ainda que a Academia Médico-Cirúrgica do Rio de Janeiro tivesse sido fundada 13 anos antes, em 1813. A transformação em Faculdade de Medicina ocorreu em 1832, através de lei sancionada durante a Regência Trina.

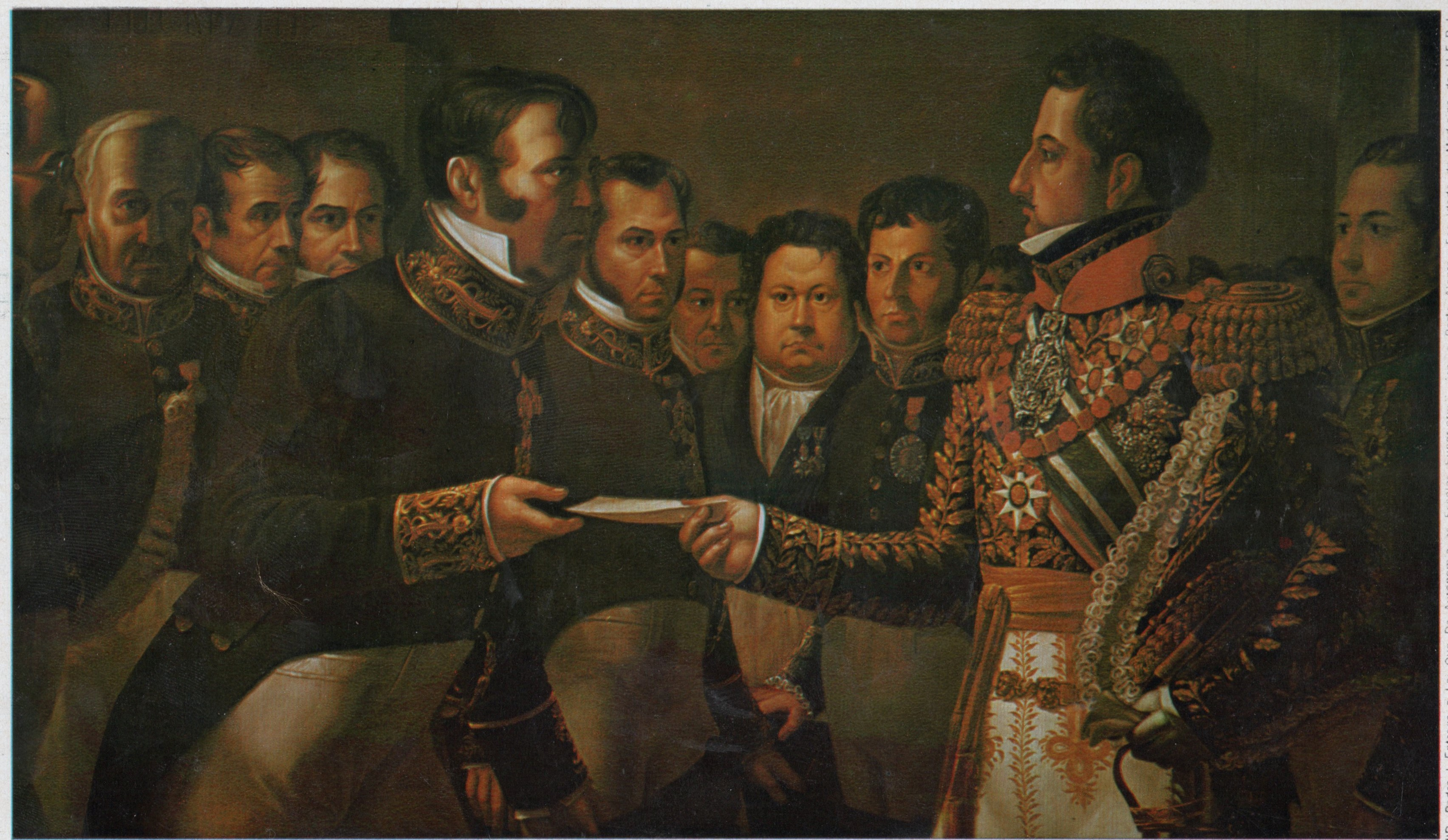
O imperador D. Pedro I entregando ao médico, professor e então diretor da Escola de Anatomia, Medicina e Cirurgia do Rio de Janeiro, Vicente Navarro de Andrade, o decreto que autoriza as instituições de ensino a emitirem diplomas aos médicos formados no Brasil.

Em 1856 a Faculdade foi transferida do Hospital Militar do Morro do Castelo para o prédio do Recolhimento das Órfãs, próximo à Santa Casa de Saúde do Rio de Janeiro, para finalmente em 12 de outubro de 1918 ganhar o seu próprio prédio no campus da Praia Vermelha, entre os atuais bairros da Urca e de Botafogo, na privilegiada zona sul da cidade. O prédio do Recolhimento das Órfãs, tendo abrigado a Faculdade de Medicina por mais de meio século, passou a chamar-se Instituto Anatômico, onde até meados da década de 1960 aulas ainda eram ministradas.

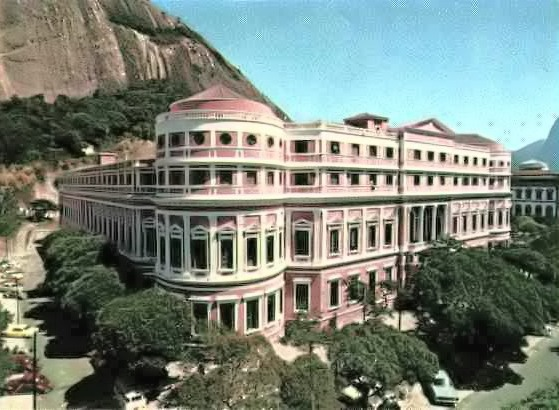
Antigo prédio da Faculdade Medicina na Praia Vermelha.

No dia 7 de setembro de 1920, quando do decreto que criava a Universidade do Rio de Janeiro, a Faculdade de Medicina deixou de ser uma instituição isolada. Teve o seu nome novamente mudado em 1937, com a criação da Universidade do Brasil, para Faculdade Nacional de Medicina. A 23 de Outubro de 1959, a então Faculdade de Medicina da Universidade do Brasil foi feita Comendadora da Ordem Militar de Cristo. Quando, em 1965, a Universidade do Brasil passou a chamar-se Universidade Federal do Rio de Janeiro, a Faculdade Nacional de Medicina passou a ser somente a Faculdade de Medicina da UFRJ.
Em 1973, com a criação da Cidade Universitária na Ilha do Fundão, foi determinada a transferência da Faculdade de Medicina para lá, local em que permanece até hoje.

## Notáveis alunos

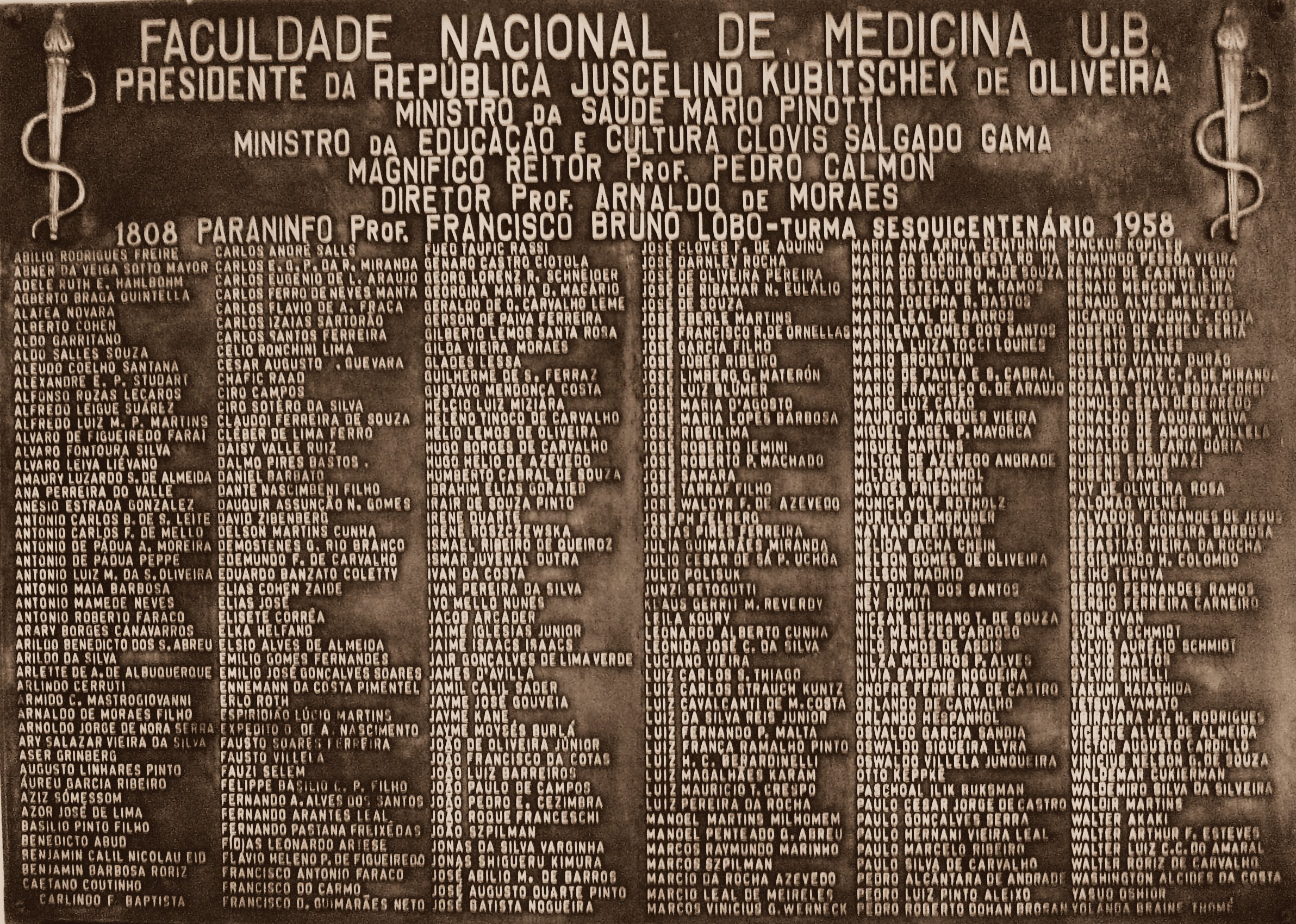
Placa com os nomes dos formandos da 60ª turma da então Faculdade Nacional de Medicina em 1958.

- Adolfo Bezerra de Menezes Cavalcanti
- Antonio de Almeida Prado
- Barão de Torres Homem
- Carlos Chagas
- Cláudio Velho da Mota Maia, barão, visconde e conde de Mota Maia
- Cláudio Luís da Costa
- Emílio Ribas
- Enéas Carneiro[4]
- Eduardo Ernesto Pereira da Silva, barão de São João del-Rei
- Eduardo Sarmento Leite
- Evandro Chagas
- Francisco Ferreira de Abreu, Barão de Teresópolis
- Francisco José do Canto Mello e Castro Mascarenhas
- Giovanni Queiroz
- Hilário de Gouveia
- Ivo Pitanguy
- Joaquim Antônio da Cruz
- José Gomes Temporão
- José Leme Lopes
- José Lopes da Silva Trovão
- Lutero Vargas
- Osvaldo Cruz
- Paulo Niemeyer
- Protásio Alves
- Raymundo Carneiro de Sousa Bandeira
- Roberto Jorge Haddock Lobo
- Rolando Monteiro
- Vital Brazil